# Gorybia alboapex
Gorybia alboapex là một loài bọ cánh cứng trong họ Cerambycidae.